# 2022年—2024年国民保健署罢工
2022年—2024年国民保健署罢工源于英国公共资助的健康系统中长期存在的劳资纠纷。争议起于2022年10月6日，皇家护理学院宣布他们计划进行106年来首次工業行動投票，原因是在生活成本持续水涨船高的背景下，计划中的加薪幅度远低于通货膨胀率。随后， Unison宣布他们将投票选举罢工领导层，以有效团结各公共卫生机构的罢工者。
罢工日期于2022年11月25日公布，皇家护理学院将在英国时间12月15日至12月20日上午八时至下午八时（即北京时间下午四时至次日上午四时）。针对此次工业行动的Unison投票正在举行。